# Löwenhaus (Norden)

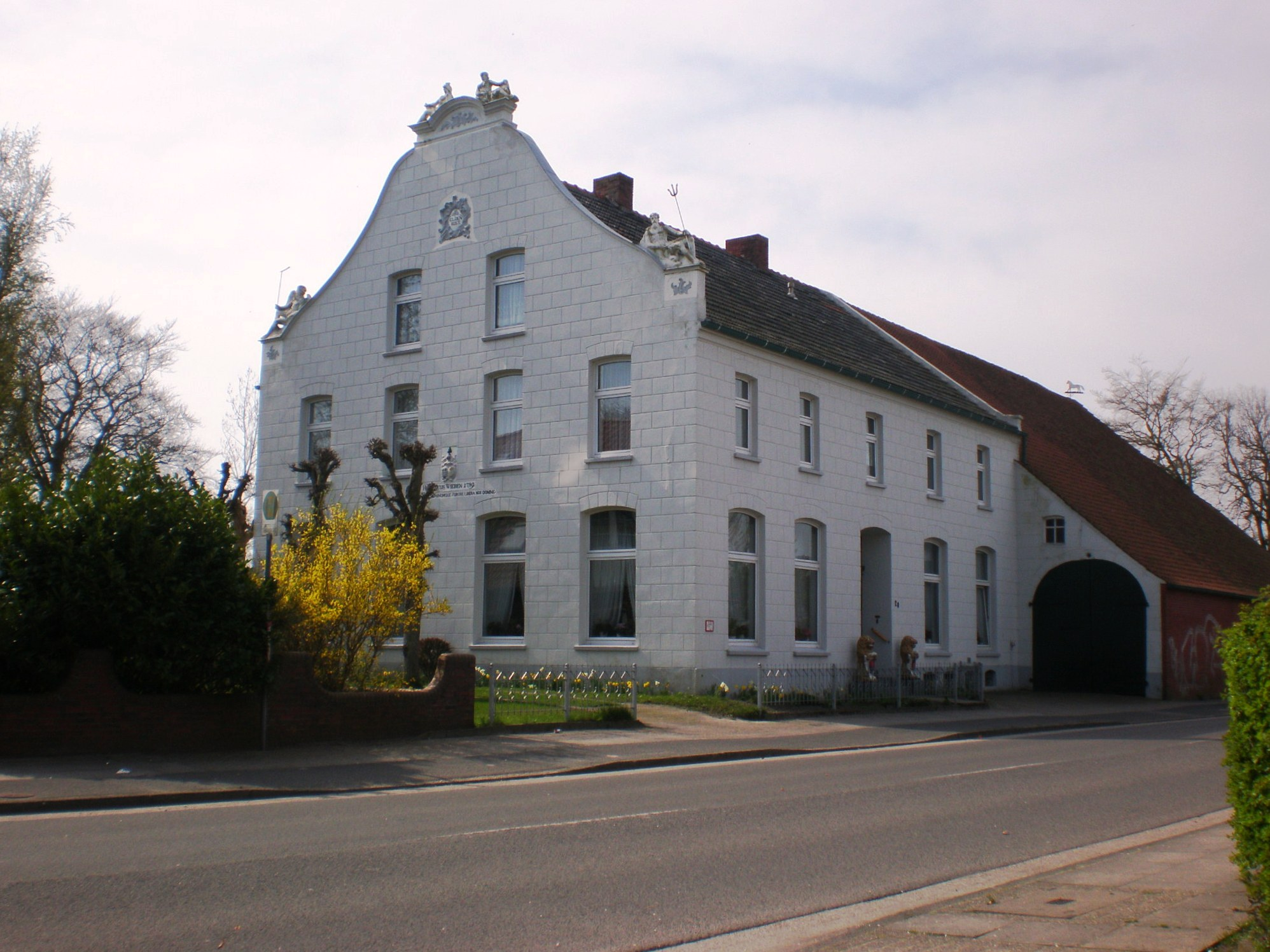
Das Löwenhaus in Norden

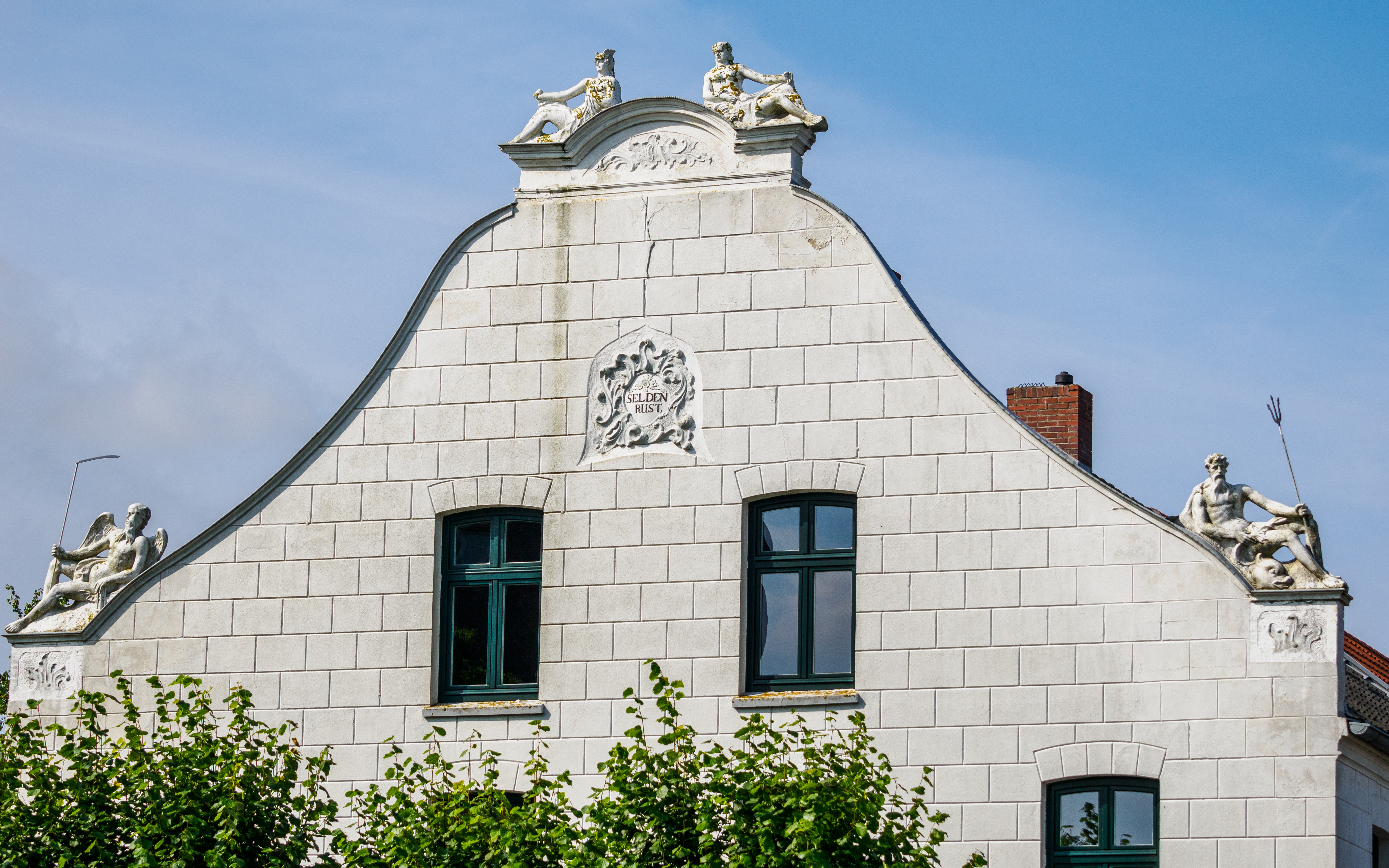
Giebel mit Figuren

Das Löwenhaus (auch: Hof Seldenrüst) ist ein denkmalgeschütztes Gebäude in der ostfriesischen Stadt Norden, in Niedersachsen. Im Verzeichnis der Kulturdenkmale der Stadt Norden wird es als Einzeldenkmal geführt. Es hat die Adresse Alleestraße 20. Bis 1919 war der Bauernhof ein Einzelgehöft innerhalb der ehemaligen Gemeinde  Sandbauerschaft und Sitz deren Gemeindeverwaltung.

## Baubeschreibung
Das Gebäude ist ein Gulfhaus des Ostfriesischen Typs. Der Wohnbereich wurde 1789 und der Wirtschaftsteil um 1860 erbaut. Der geschweifte Giebel des Gebäudes ist mit vier Figurenaufsätzen verziert, welche Wassergottheiten darstellen. Seinen Namen erhielt das Haus von den seitlich des Eingangs als Wappenträger aufgestellten Löwen. Seine zweite Bezeichnung, Seldenrüst, bedeutet „selten Ruhe“.
In seinem Inneren gibt es ein im Verlaufe mehrerer Jahrhunderte entstandenes Kachelzimmer mit italienischen Kacheln, Bibelfliesen und Delfter Kacheln. Bei den jüngsten Sanierungsarbeiten wurden zudem im Küchenbereich Deckenmalereien entdeckt, welche die Eigentümer im Zuge der Renovierung freilegen ließen, wodurch sie nun wieder sichtbar sind. In dem Gebäude befanden sich bis zum Jahr 2014 mehrere Ferienwohnungen.
Das Gebäude befindet sich in Privatbesitz und ist daher nicht öffentlich zugänglich. Der Eigentümer beteiligte sich aber am Tag des offenen Denkmals 2014.